# Fortune (Chris Brown)
Fortune è il quinto album in studio del cantante statunitense Chris Brown, pubblicato il 29 giugno 2012.

## Descrizione
È il primo album di Brown a essere stato pubblicato dalla casa discografica RCA Records (gli album precedenti sono stati pubblicati dalla casa discografica Jive Records). Per l'album, Brown ha lavorato con molti produttori come The Underdogs, Polow da Don, Brian Kennedy, The Runners, The Messengers, Danja e Fuego. Alcuni brani musicali vedono la partecipazione dei rapper Big Sean, Wiz Khalifa, Nas, Kevin McCall e delle cantanti Sabrina Antoinette e Sevyn Streeter.
Fortune ha ricevuto, in genere, recensioni negative dai critici musicali. Negli Stati Uniti l'album ha debuttato alla prima posizione nella Billboard 200, vendendo 134 000 copie nella prima settimana; ha debuttato al primo posto anche in Olanda, Nuova Zelanda e Regno Unito e ha raggiunto la top ten in Australia, Canada, Francia, Irlanda, Giappone e Svizzera.
Per promuovere l'album, Chris Brown ha intrapreso un tour mondiale, il Carpe Diem Tour, iniziato il 4 novembre 2012 in Danimarca e terminato il 27 dicembre 2012 nell'isola di Trinidad e Tobago.

## Produzione e sviluppo
Nel gennaio 2011, Brown ha dichiarato ai suoi fan che voleva includere nell'album F.A.M.E. (2011) due dischi perché aveva registrato troppe canzoni per essere inserite in un solo CD. In seguito, decise di pubblicare un secondo disco intitolato Fortune. Il 7 gennaio 2012 Chris Brown ha rivelato, sul suo account Twitter ufficiale, che sarebbero mancate solo 2 settimane al termine della registrazione di Fortune. Il tweet è stato subito seguito da un altro in cui Brown ha affermato che alcuni brani del nuovo album presentano sonorità dubstep.
L'album è stato pubblicato il 29 giugno 2012 in Germania, Irlanda e Olanda, il 2 luglio nel Regno Unito e in Francia, il 3 luglio negli Stati Uniti e in Canada, il 4 luglio in Giappone e il 6 luglio in Australia e Nuova Zelanda.
La copertina ufficiale dell'album è stata rivelata il 29 febbraio 2012. L'immagine raffigura Chris Brown illuminato da una luce alta, vestito con un abito blu, una cravatta nera e occhiali da montatura nera. Alle sue spalle vi è uno sfondo blu in cui la parola "Fortune" è scritta in diverse lingue. Il titolo dell'album è scritto in geroglifici.
In un'intervista rilasciata per il mensile Rap-Up, il rapper Kevin McCall ha dichiarato di aver lavorato duramente con Brown per la realizzazione dell'album. Il produttore David Banner ha affermato che Fortune "porterà la gente nei club" e "cambierà il modo di vedere il genere musicale R&B".

## Promozione
Turn Up the Music è stato il primo brano ad essere stato estratto come singolo dall'album. Ha raggiunto la 10ª posizione nella classifica statunitense Billboard Hot 100 e ha ricevuto recensioni positive dalla critica musicale. I critici hanno paragonato Turn Up the Music ai precedenti singoli Forever e Yeah 3x. Il secondo singolo estratto dall'album è Sweet Love; il brano ha raggiunto la posizione nº89 nella Billboard Hot 100 e la nº25 nella Hot R&B/Hip-Hop Songs.
Till I Die è il terzo singolo estratto dall'album. Il brano musicale, che vede la partecipazione dei rapper Big Sean e Wiz Khalifa, ha ricevuto critiche positive e ha raggiunto la posizione nº17 nella classifica americana Hot Rap Songs. La canzone Don't Wake Me Up è stata pubblicata il 18 maggio 2012 come quarto singolo dell'album. Il brano ha raggiunto la top ten in Australia, Austria, Giappone, Irlanda, Nuova Zelanda, Norvegia e Regno Unito e la posizione nº10 nella Billboard Hot 100 degli Stati Uniti. L'ultimo singolo ad essere stato estratto da Fortune è Don't Judge Me, pubblicato il 14 agosto 2012.

## Tracce
1. Turn Up the Music – 3:47
2. Bassline – 3:58
3. Till I Die (feat. Big Sean & Wiz Khalifa) – 3:56
4. Mirage (feat. Nas) – 4:17
5. Don't Judge Me – 4:00
6. 2012 – 4:08
7. Biggest Fan – 3:59
8. Sweet Love – 3:19
9. Strip (feat. Kevin McCall) – 2:47
10. Stuck On Stupid – 3:58
11. 4 Years Old – 3:49
12. Party Hard/Cadillac (Interlude) (feat. Sevyn Streeter) – 5:14
13. Don't Wake Me Up – 3:42
14. Trumpet Lights (feat. Sabrina Antoinette) – 3:47

Edizione Deluxe
1. Tell Somebody – 4:04
2. Free Run – 4:01
3. Remember My Name (feat. Sevyn Streeter) – 3:39
4. Wait For You – 3:38
5. Touch Me (feat. Sevyn Streeter) – 3:37

Edizione Deluxe Regno Unito e Irlanda
1. Key 2 your Heart – 3:23
2. Do It Again – 3:34

Edizione Deluxe Giappone
1. Your World – 3:50